# Sōichi Kakeya

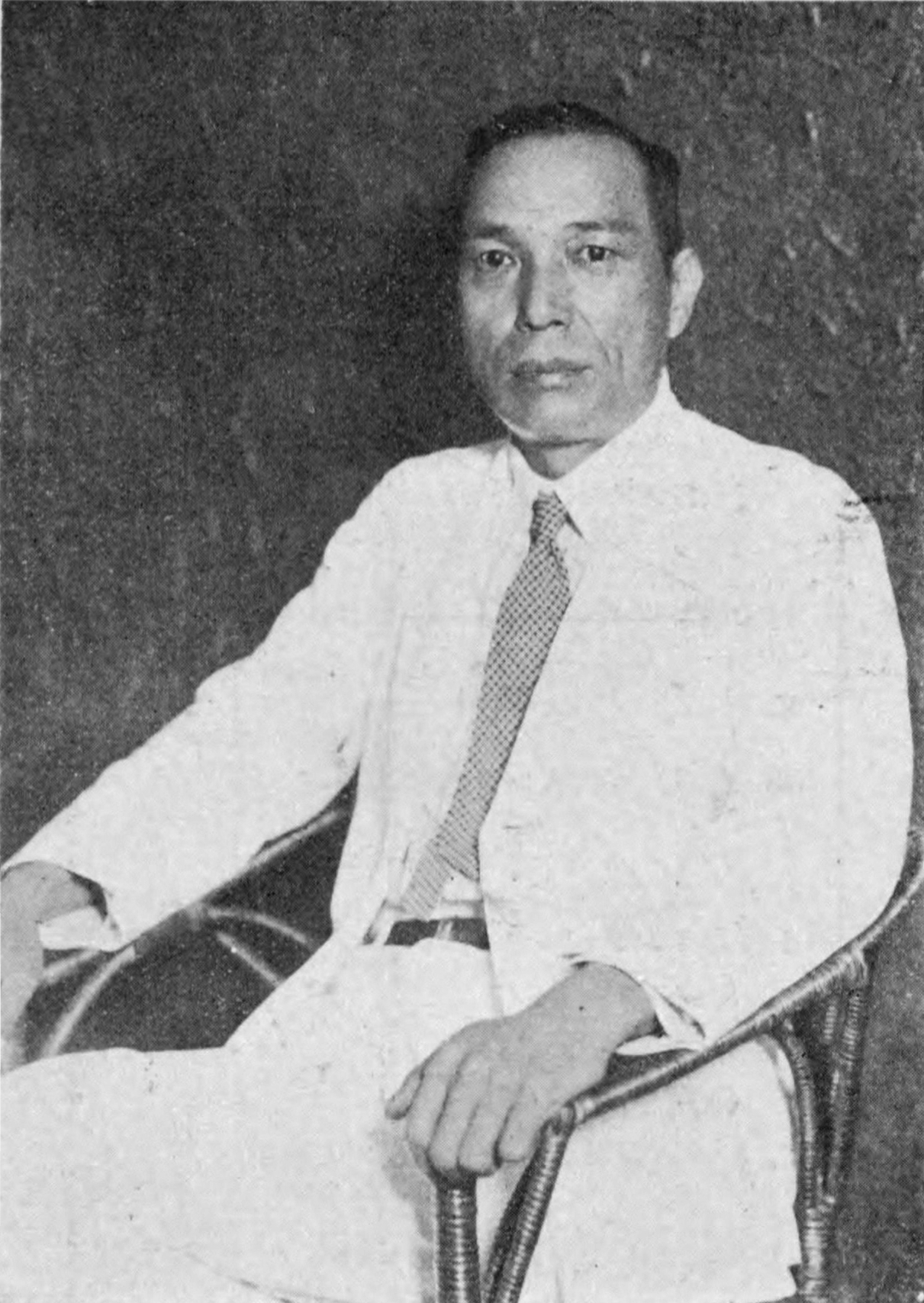
Sōichi Kakeya, ca. 1937

Sōichi Kakeya (japanisch 掛谷 宗一, Kakeya Sōichi; * 18. Januar 1886 in der Präfektur Hiroshima; † 9. Januar 1947) war ein japanischer Mathematiker, bekannt für das Kakeya-Problem. 

## Leben und Wirken
Kakeya studierte an der Kaiserlichen Universität Tokio und lehrte an der Kaiserlichen Universität Tōhoku und an der Pädagogischen Universität Tokio. Er war ab 1935 Professor an der Kaiserlichen Universität Tokio und ab 1944 Direktor des Statistik-Instituts.
Kakeya stellte 1917 die Aufgabe, in der Ebene die minimale Fläche zu finden, auf der eine Nadel der Länge Eins kontinuierlich gedreht werden kann. 1928 veröffentlichte Besikowitsch den Beweis, dass der Flächeninhalt beliebig klein sein kann. Besikowitsch hatte bereits 1917 ein ähnliches Problem gelöst, ohne Kenntnis von Kakeyas Arbeit (veröffentlicht 1920 in einer russischen Zeitschrift). Das Problem hat Anwendungen in unterschiedlichsten Gebieten der Mathematik, von der Analysis zur Kombinatorik und Zahlentheorie; Verallgemeinerungen des Kakeya-Problems sind noch heute teilweise offen, wie die Kakeya-Vermutung: eine Besikowitsch-Menge (die eine Einheitsnadel in jeder Orientierung enthält) im n-dimensionalen euklidischen Raum hat mindestens Hausdorff-Dimension n (offen für n größer oder gleich 3).
Kakeya ist auch für den Satz von Kakeya (1912/13) und Gustav Eneström (1893) bekannt: ein Polynom n-ten Grades mit reellen Koeffizienten {\displaystyle 0\leq a_{0}\leq \cdot \cdot \cdot \leq a_{n}} hat seine Nullstellen in der Einheitskreisscheibe {\displaystyle |z|\leq 1} in der komplexen Ebene.
1934 wurde er in die Akademie der Wissenschaften aufgenommen, deren Kaiserlichen Preis er 1928 erhielt.